# Río Lauca
Río Lauca är ett vattendrag  i Chile, på gränsen till Bolivia. Det är belägen i den norra delen av landet, 1 600 km norr om huvudstaden Santiago de Chile. Vattendragets källa är Lago de Cotacotani och det mynnar ut i Lago de Coipasa. 